# Inez Milholland
Inez Milholland   (Brooklyn, 6 d'agost de 1886 - Good Samaritan Hospital, 25 de novembre de 1916) Inez Milholland Boissevain fou una sufragista, advocada laboralista, socialista, corresponsal de la Primera Guerra Mundial i oradora pública que influí en el moviment feminista estatunidenc. Milità en el Partit Nacional de les Dones i participà en la Desfilada del Sufragi de les Dones del 1913.
Com a estudiant de la universitat Vassar, començà una campanya sufragista en favor dels drets de les dones, igual que defensà altres moviments revolucionaris de caràcter socialista. El 1913, va dirigir una Marxa pel Sufragi Femení, muntada a cavall davant la presa de possessió del president Woodrow Wilson.

## Biografia
Nasqué a Brooklyn (Nova York), en una família acomodada. Era la filla major de John Elmer i Jean (Torrey) Milholland; tenia una germana, Vida, i un germà, John (Jack). El seu pare era reporter i escriptor editorial del Nova York Tribune, i eventualment va dirigir un negoci de tubs pneumàtics que li permeté una vida privilegiada tant a Nova York com a Londres. A Londres Inez va quedar impressionada per la sufragista anglesa Emmeline Pankhurst. Va passar els estius en la terra de la seua família a Lewis, comtat d'Essex (Nova York); la propietat ara és l'Escola de Música Meadowmount. Son pare va donar suport a moltes reformes, com ara la pau mundial, els drets civils i el sufragi femení.

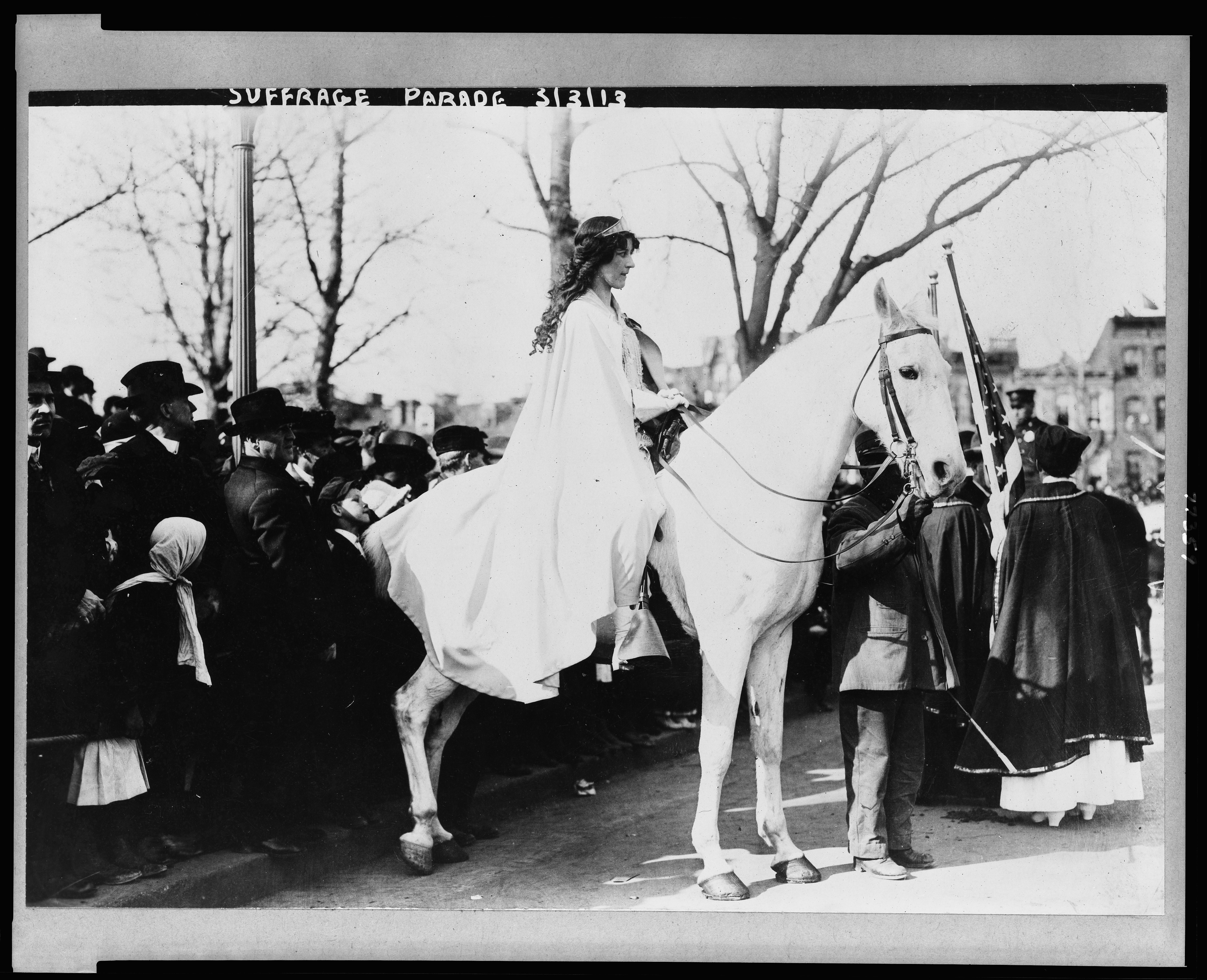
Inez Milholland, a cavall, a la Processó del Sufragi de Dones del 3 de març de 1913, a Washington, DC

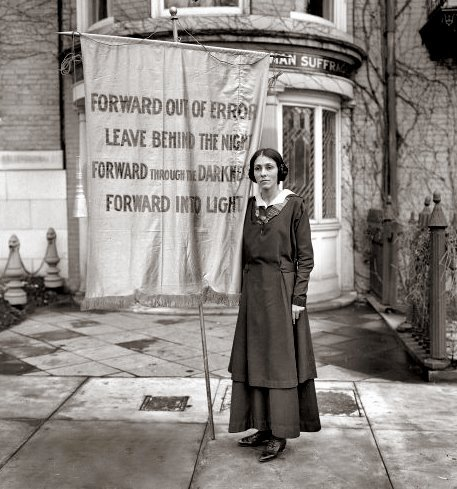
Servei commemoratiu de Milholland el 1916

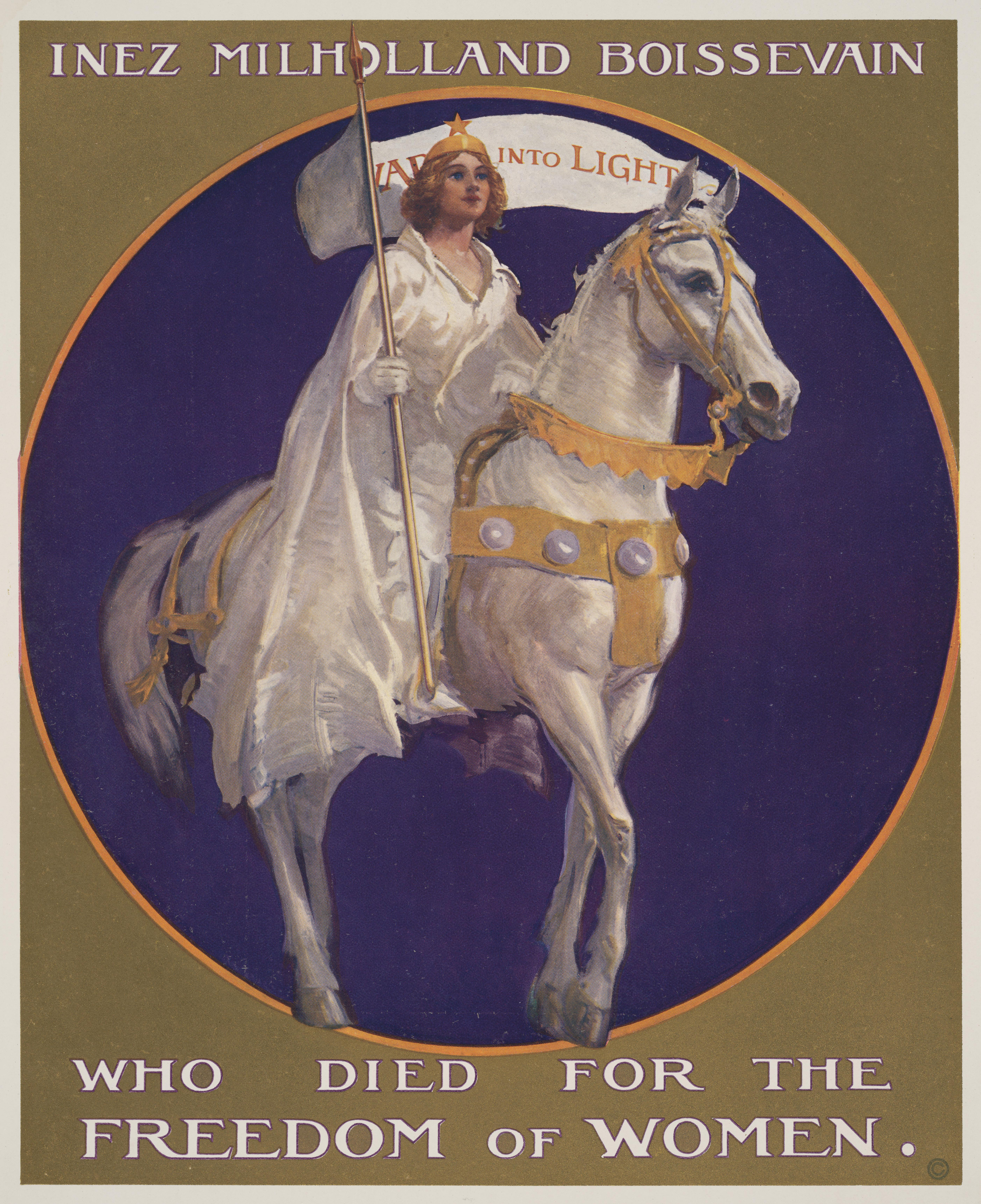
Pòster sufragista amb Inez Milholland Boissevain vestida com el 3 de març de 1913 en la marxa sufragista a Washington

### Educació
Inez Millholland estudià en la Comstock School de Nova York, i en la Kensington Secondary School de Londres. En acabar l'institut, continuà els estudis en la Universitat de Vassar, però quan li van denegar la llicenciatura va haver de canviar-se a la Willard School for Girls de Berlín.
Durant els anys en la Universitat de Vassar, l'expulsaren temporalment per organitzar una reunió amb motiu de la lluita pels drets de les dones. El rector de Vassar prohibí les reunions sufragistes, però Millholland i altres estudiants van mantenir “classes” regulars sobre la causa, amb llargues protestes i peticions. Inez era coneguda com una activista radical. Desafiant la prohibició de trobades sufragistes al campus, en convocà una al cementiri a l'altre costat del carrer. Començà un moviment sufragista en Vassar, al qual s'uniren dos terços d'estudiants, i als quals els ensenyà els principis del socialisme. Millholland fou la presidenta de la Societat Socialista Interuniversitària, la qual estava en aquest moment dirigida principalment per dones. Per a Inez, el socialisme era “un mitjà vital per a corregir els monstruosos mals sota el sol”.
Feu nombroses reunions socialistes a Poughkeepsie, que estaven prohibides també per la universitat. Era la capitana de l'equip d'hoquei, membre de l'equip d'atletisme (1909) i va batre el rècord de llançaments en bàsquet. Millholland també estava involucrada en altres activitats estudiantils, com ara Club d'Alemany, el Current Topics Club i l'equip de debat.
Després de llicenciar-se en Vassar el 1909, va intentar entrar en les universitats Yale, Harvard i Cambridge per estudiar dret, però no va ser-ne admesa en cap per ser dona. Millholland, finalment, es matriculà en l'Escola de Dret de la Universitat de Nova York, i s'hi graduà al 1912.

## Carrera
Inez Milholland estava interessada en nombroses causes: la reforma penitenciària, la pau mundial i la igualtat per als afroamericans, entre d'altres. Va ser membre de la NAACP, la Lliga de Sindicats de Dones, la Lliga de la Igualtat de les Dones Autònomes de Nova York (Unió Política de Dones), el Comité Nacional de Treball Infantil i la Societat Fabiana d'Anglaterra. També participà en l'Associació Nacional Americana del Sufragi de les Dones, que més tard esdevingué el Partit Nacional de les Dones. Fou una oradora popular en el circuit de campanya del NWP, i treballà en estreta col·laboració amb Alice Paul i Lucy Burns.

### Advocada
Milholland entrà en el col·legi d'advocats i s'uní al bufet novaiorqués d'Osborne, Lamb i Garvan: s'hi ocupava de casos penals i divorcis. En un dels seus primers casos, hagué d'investigar les condicions de la presó Sing Sing. En aquella època, el contacte de les dones amb els presos estava mal vist, però ella insistí a parlar personalment amb els presos per a revelar les seues horribles condicions de vida.

### Sufragista
Milholland participà en la seua primera desfilada sufragista el 7 de maig del 1911. Sostenia un cartell que deia: “Cap endavant, sense errors; deixeu enrere la nit; cap endavant a través de la foscor; cap a la llum”. Esdevingué aviat la cara del moviment sufragista. El diari Nova York Sun va afirmar que “cap desfilada sufragista estava completa sense Inez Milholland”. La dirigent sufragista Harriot Eaton Stanton Blatch la feu encapçalar les desfilades del 1911, 1912 i 1913. El 3 de març del 1913, el dia anterior a la investidura de Woodrow Wilson, Milholland feu l'aparició més memorable en la Marxa pel Sufragi Femení a Washington, DC, que havia ajudat a organitzar. Alice Paul la va situar al capdavant de la desfilada, amb una corona i una llarga capa blanca, muntada en un cavall blanc anomenat “Capvespre Gris”.
Milholland creia que el vot femení podria eliminar mals socials com els tallers d'explotació laboral, els habitatges de lloguer, la prostitució, la fam, la pobresa i la mortalitat infantil. Inez deia als hòmens que no havien de preocupar-se per les dones de les seues vides, ja que estaven estenent els seus drets i deures a l'estat sencer en lloc de dins la llar.
Les paraules finals del seu darrer discurs pel sufragi femení foren: “Senyor president, quant han d'esperar les dones per a ser lliures?”

### Pacifista
Milholland creuà l'oceà cap a Itàlia al començament de la guerra, poc després que el RMS Lusitania fos bombardejat per un submarí alemany. Després de l'amarrament, el capità informà a Milholland que un submarí alemany els seguia. Amb aquesta informació, començà a escriure per al Nova York Tribune i es convertí en corresponsal de guerra. Milholland intentà visitar el front de batalla, ja que continuava escrivint articles en contra de la guerra, que van acabar sent censurats pel govern italià, que li prohibí l'entrada al país.
En tornard'Itàlia, Milholland patí episodis de depressió pel fet que li havien prohibit ser al front per ser una dona i no per ser pacifista. Sentia que s'havia convertit en un fracàs.
Inez anà també a la desafortunada expedició del Vaixell de la Pau d'Henry Ford a la fi del 1915, que creuà l'Atlàntic amb un equip d'activistes pacifistes que esperaven impulsar una negociació per a posar fi a la Primera Guerra Mundial. Abandonà, però, el vaixell a Estocolm perquè el viatge estava desorganitzat i es van produir discrepàncies entre els passatgers.

## Vida personal
Inez Milholland esdevingué el clàssic ideal de la "nova dona" al principi del segle xx. Li agradava la nova moda de ball, com el Turkey Trot o el Grizzly Bear, i gaudia viatjant a París i comprant vestits d'alta costura. A més a més, els seus punts de vista reflectien els de la "nova dona" respecte a l'amor sexual.
Inez Milholland va tenir una relació amb Max Eastman, que continuà en amistat íntima per a tota la vida.
El juliol del 1913, durant un creuer a Londres, Milholland li proposà matrimoni a Eugen Jan Boissevain. Es van casar el 14 de juliol en el registre civil de Kensington. John Milholland era a Nova York en aquest moment i es va assabentar del matrimoni per la premsa. John insistí que es tornassen a casar en una església, però Inez s'hi negà. Quan la parella tornà a Nova York, va sorgir una complicació. Milholland ja no era ciutadana estatunidenca perquè la Llei d'Expatriació de 1907 establia que si una dona estatunidenca es casava amb un no estatunidenc, adquiria la nacionalitat del seu marit (en aquest cas, holandesa).

## Mort
El 1916, feu una gira per Occident, en defensa dels drets de les dones com a membre del Partit Nacional de les Dones, malgrat els advertiments de la seua família, que estava preocupada per la deterioració de la seua salut. El 22 d'octubre del 1916, es va desmaiar enmig d'un discurs a Los Angeles, Califòrnia, en Blanchard Hall i la dugueren a l'Hospital Good Samaritan. Va morir el 25 de novembre del 1916.

## Llegat
-
Després de la seua mort, la seua germana Vida Millholland treballà pel sufragi, i fou empresonada tres dies al 1917.
Carl Sandburg li dedicà un poema, titulat "Repeticions", que apareix en el seu volum del 1918, Cornhuskers. Edna St. Vincent Millay, que es casà amb el vidu de Milholland, Eugen Boissevain, el 1923, també li dedicà un poema, "Per a Inez Milholland", inclòs en The Buck in the Snow.
Julia Ormond interpretà Inez Milholland en la pel·lícula Iron Jawed Angels.
La càtedra Inez Milholland de Llibertats Civils de la Facultat de Dret de la Universitat de Nova York, va ser nomenada en honor seu.

## Galeria d'imatges

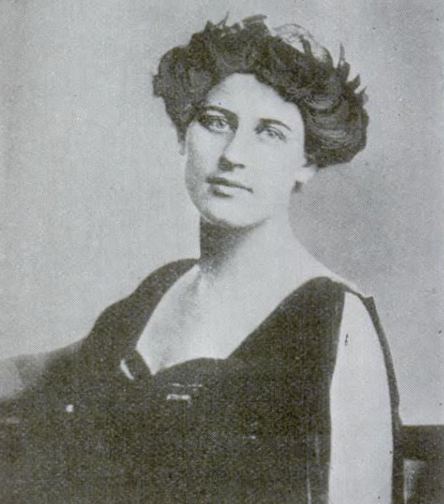
Milholland el 1916
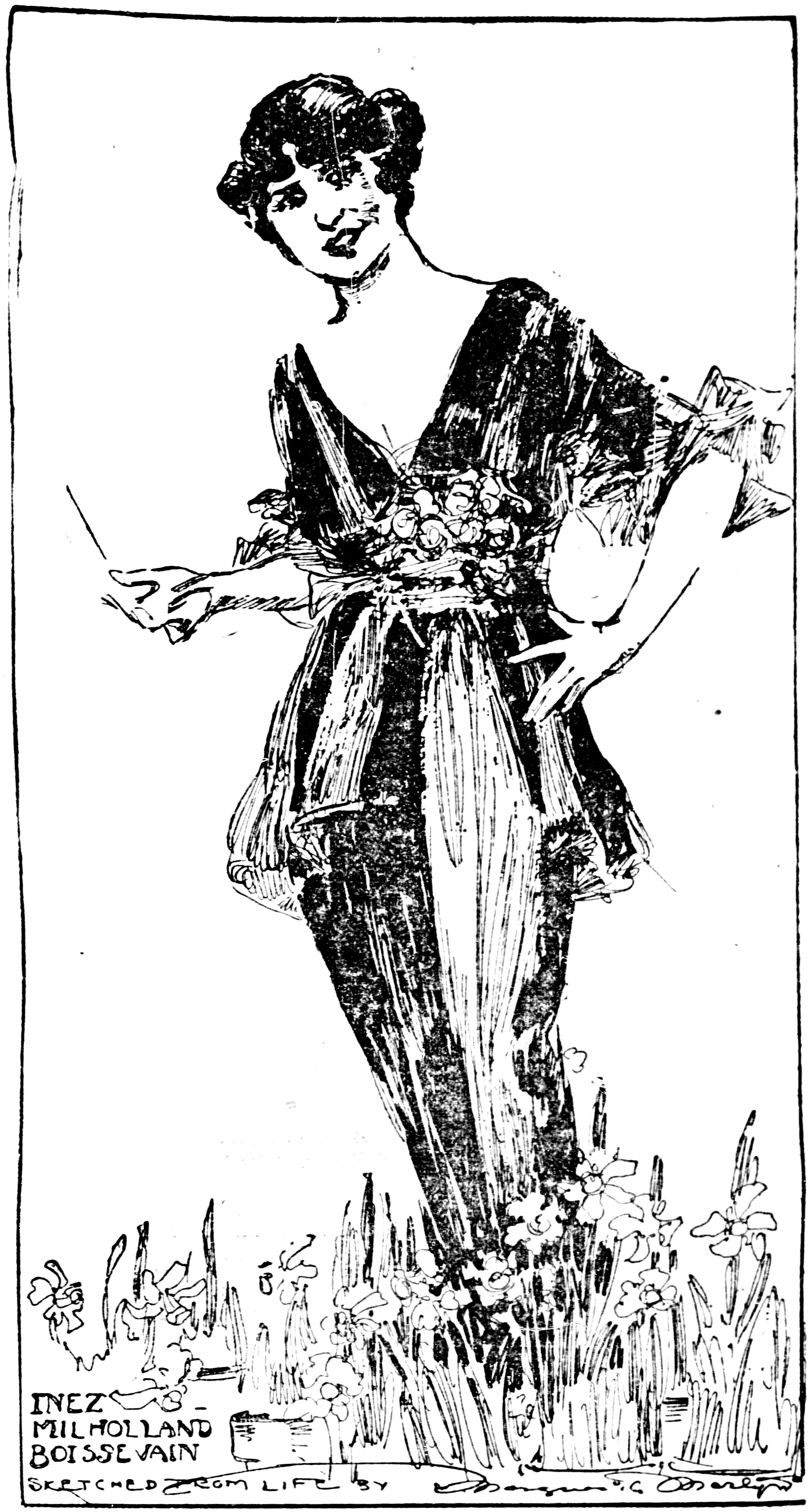
Esbós de Marguerite Martyn en el despatx de St. Louis, 1914
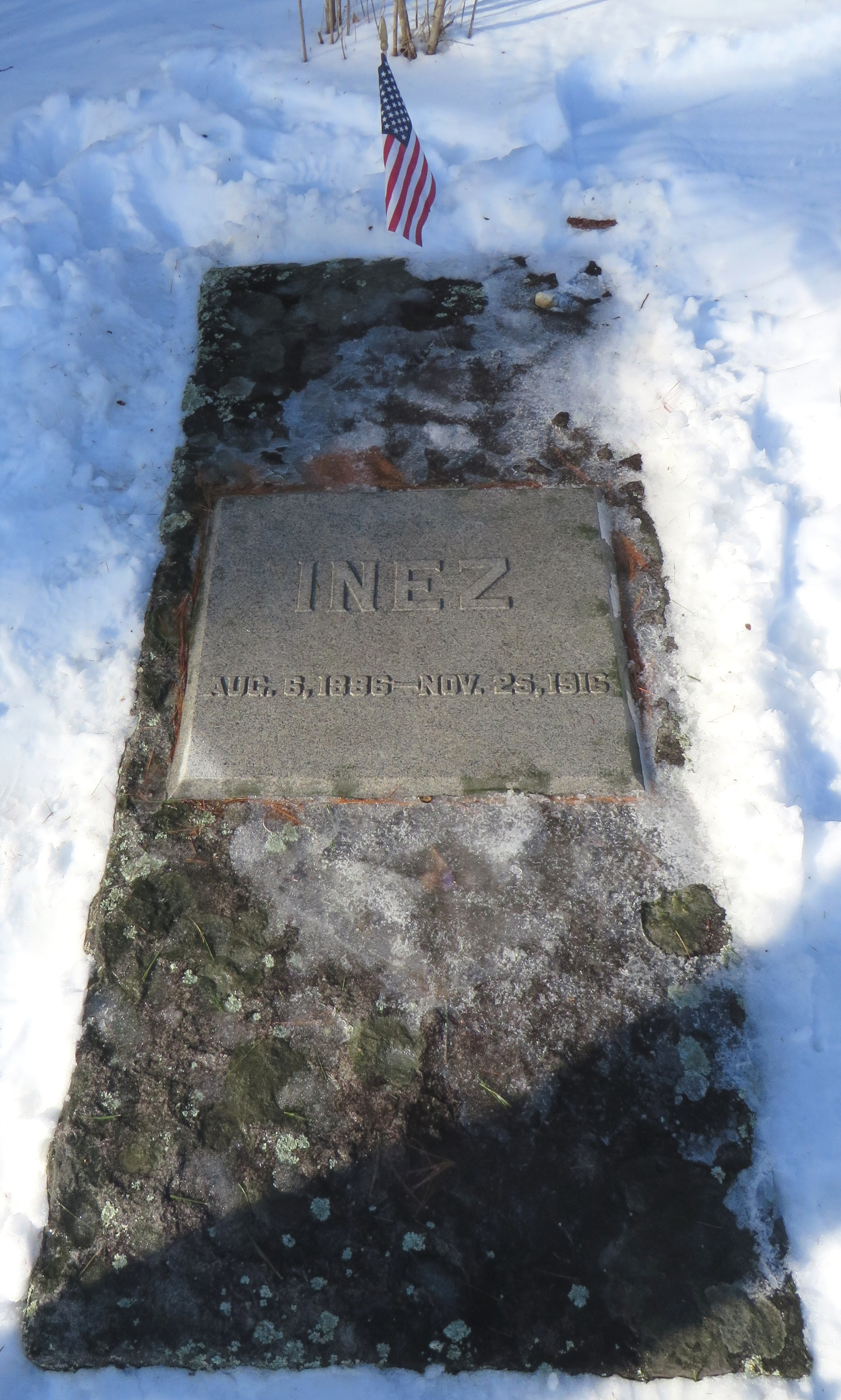
La tomba d'Inez Milholland al cementiri de Lewis (Nova York), 2018